# Clément Dorlia
Albert Émile Clément Dorlia (París, 7 de diciembre de 1870-París, 23 de enero de 1942) fue un deportista francés que compitió en remo. Ganó tres medallas de oro en el Campeonato Europeo de Remo, en los años 1894 y 1898.

## Palmarés internacional
| Campeonato Europeo | Campeonato Europeo | Campeonato Europeo | Campeonato Europeo |
| Año                | Lugar              | Medalla            | Prueba             |
| ------------------ | ------------------ | ------------------ | ------------------ |
| 1894               | Mâcon (Francia)    | Medalla de oro     | Cuatro con timonel |
| 1894               | Mâcon (Francia)    | Medalla de oro     | Ocho con timonel   |
| 1898               | Turín (Italia)     | Medalla de oro     | Doble scull        |